# Philippe d’Alençon
Philippe d’Alençon de Valois (ur. 1338 w Meaux, zm. 16 sierpnia 1397 w Rzymie) – francuski kardynał okresu wielkiej schizmy zachodniej, reprezentujący (jako jeden z niewielu ówczesnych francuskich duchownych) obediencję rzymską.

## Życiorys
Pochodził z diecezji Meaux i był spokrewniony z francuską rodziną królewską. Jego rodzicami byli Karol II d’Alençon i jego druga żona – Maria de La Cerda Kastylijska (zm. 1375). Jego dziadkami od strony ojca byli Karol de Valois i jego pierwsza żona – Małgorzata Andegaweńska.
W wieku 18 lat został wybrany biskupem Beauvais (1356–59), a następnie arcybiskupem Reims (1359–75), tytularnym patriarchą Jerozolimy (1375–81) i administratorem archidiecezji Auch (1375–79). We wrześniu 1378 papież Urban VI mianował go kardynałem prezbiterem Santa Maria in Trastevere. Służył jako legat Urbana VI we Flandrii w 1379. W 1380 uzyskał promocję do rangi kardynała biskupa Sabiny. Gubernator Spoleto od czerwca do sierpnia 1380 oraz administrator apostolski patriarchatu Akwileja 1381–88. Około 1387 (przed 9 maja 1387) został przeniesiony z diecezji suburbikarnej Sabina do Ostia e Velletri. Nie uczestniczył w konklawe 1389, gdyż przebywał wówczas w Niemczech jako legat papieski (1387–1390). Brał udział w kanonizacji Brygidy Szwedzkiej w 1391. Korespondował z Uniwersytetem Paryskim w sprawie zakończenia schizmy. Sprawował funkcje archiprezbitera bazyliki watykańskiej i dziekana Kolegium Kardynałów. Zmarł w Rzymie w wieku 59 lat; jego śmierci towarzyszył podobno tzw. „zapach świętości”.